# Ferteln
Ferteln ist ein Ortsteil der Gemeinde Bockhorn im Landkreis Erding in Oberbayern. 

## Geografie
Der Ort liegt vier Kilometer östlich von Bockhorn entfernt. 
Die Bundesstraße 388 verläuft einen Kilometer nördlich des Orts.

## Geschichte
Der Ort gehörte bis 1972 zu der ehemaligen Gemeinde Eschlbach und kam bei deren Auflösung zur Gemeinde Bockhorn.